# Литобеж
Литобеж — река в Глазуновском районе Орловской области. Исток реки в 1 км севернее деревни Малые Бобрики, на отметке высоты 230 м, течёт в юго-западном направлении, впадает в Оку в 1491 км по правому берегу, в 1 км восточнее деревни Тагино, на отметке высоты 190 м. Длина реки составляет 12 км.

## Данные водного реестра
По данным государственного водного реестра России относится к Окскому бассейновому округу, водохозяйственный участок реки — Ока от истока до города Орёл, речной подбассейн реки — бассейны притоков Оки до впадения Мокши. Речной бассейн реки — Ока.
Код объекта в государственном водном реестре — 09010100112110000017579.